# Estrilda rhodopyga
Estrilda rhodopyga là một loài chim trong họ Estrildidae.